# 楠インターチェンジ
楠インターチェンジ（くすのきインターチェンジ）は、愛知県名古屋市北区にある名古屋第二環状自動車道のインターチェンジである。

## 概要
名古屋IC・名古屋南JCT方面への入口と同方面からの出口のみを持つハーフインターチェンジである 。このICから清洲JCT・名古屋西JCT方面へ行くことはできず、同方面からの本線流出もできないことから、流入にあたっては山田西IC、流出は山田東ICを利用する。

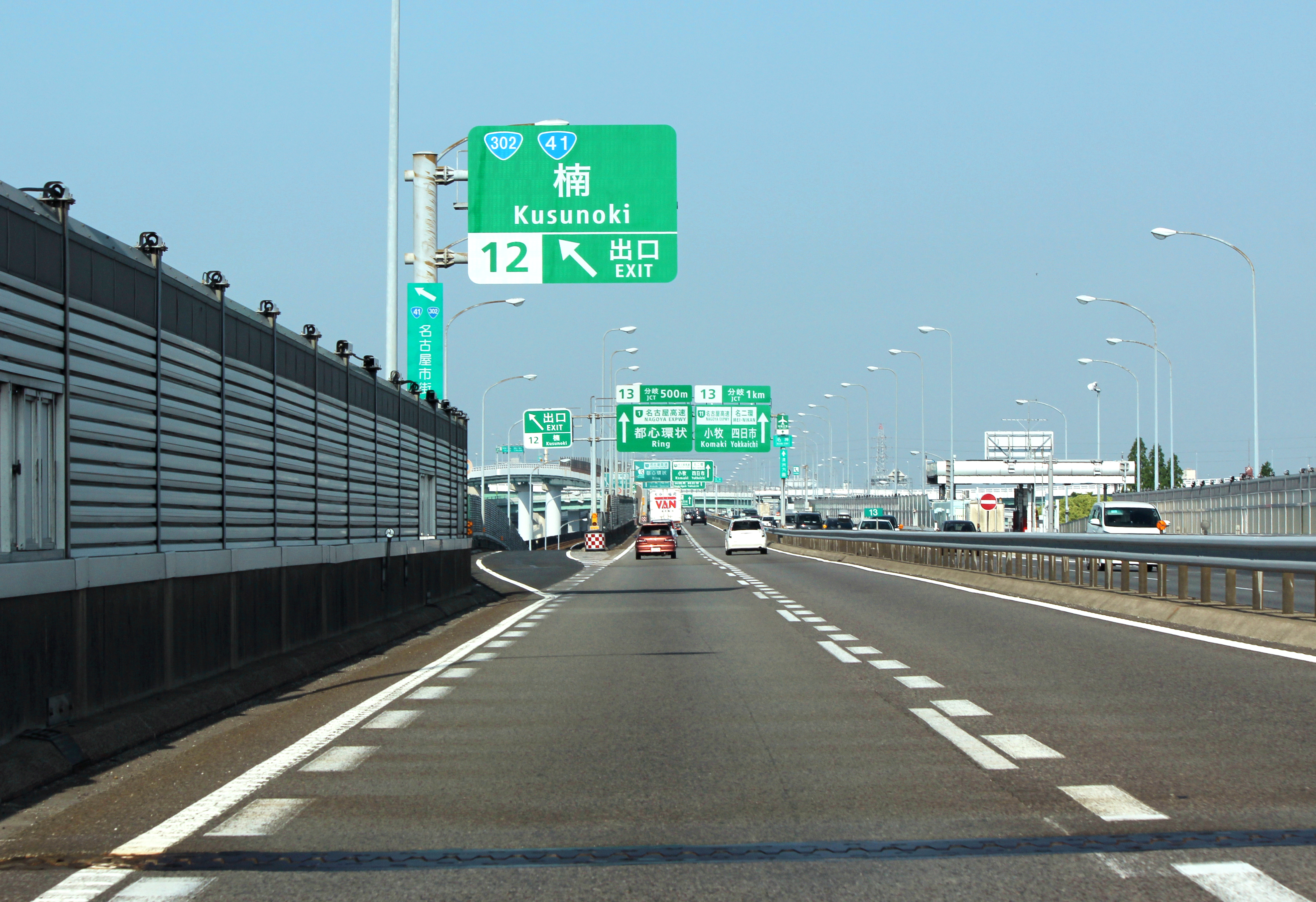
内回り出口への流出部。奥に楠JCTの分岐部が控える。
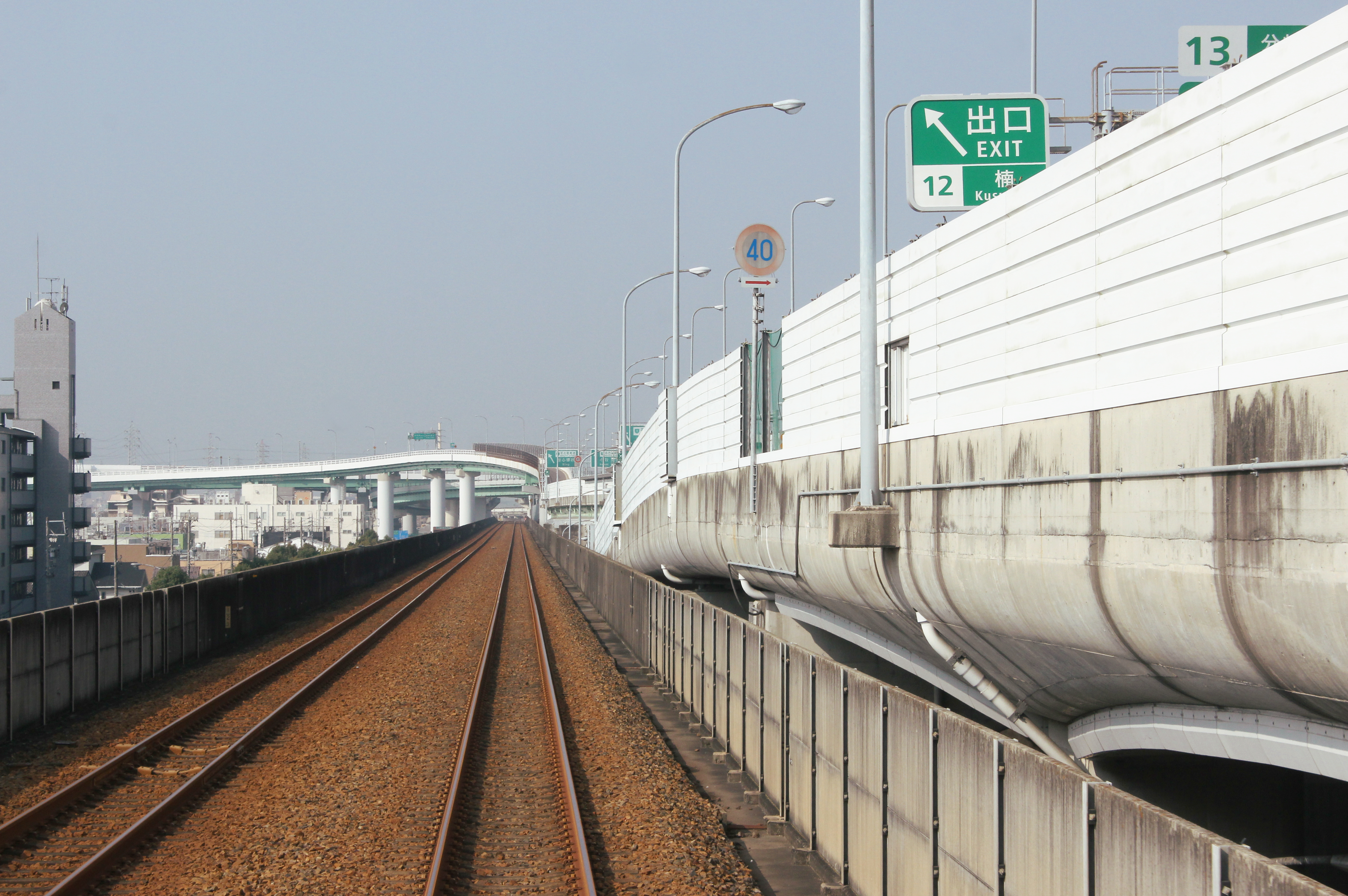
並行するJR東海交通事業城北線からオフランプを望む。

## 歴史
- 1991年（平成3年）3月19日 : 東名阪自動車道清洲東IC - 勝川IC間開通と同時に当ICを開設[4]
- 2011年（平成23年）3月20日 : 所属路線名称を名古屋第二環状自動車道（名二環）に変更[5]

## 周辺
- 愛知県営名古屋空港
- 名古屋市中央卸売市場北部市場
- 洗堰緑地
- 名古屋市立北高等学校
- 名古屋市北区役所楠支所
- 名古屋市営バス如意営業所

## 接続する道路
- 直接接続
  - 国道302号（名古屋環状2号線）[2]
- 間接接続
  - 国道41号

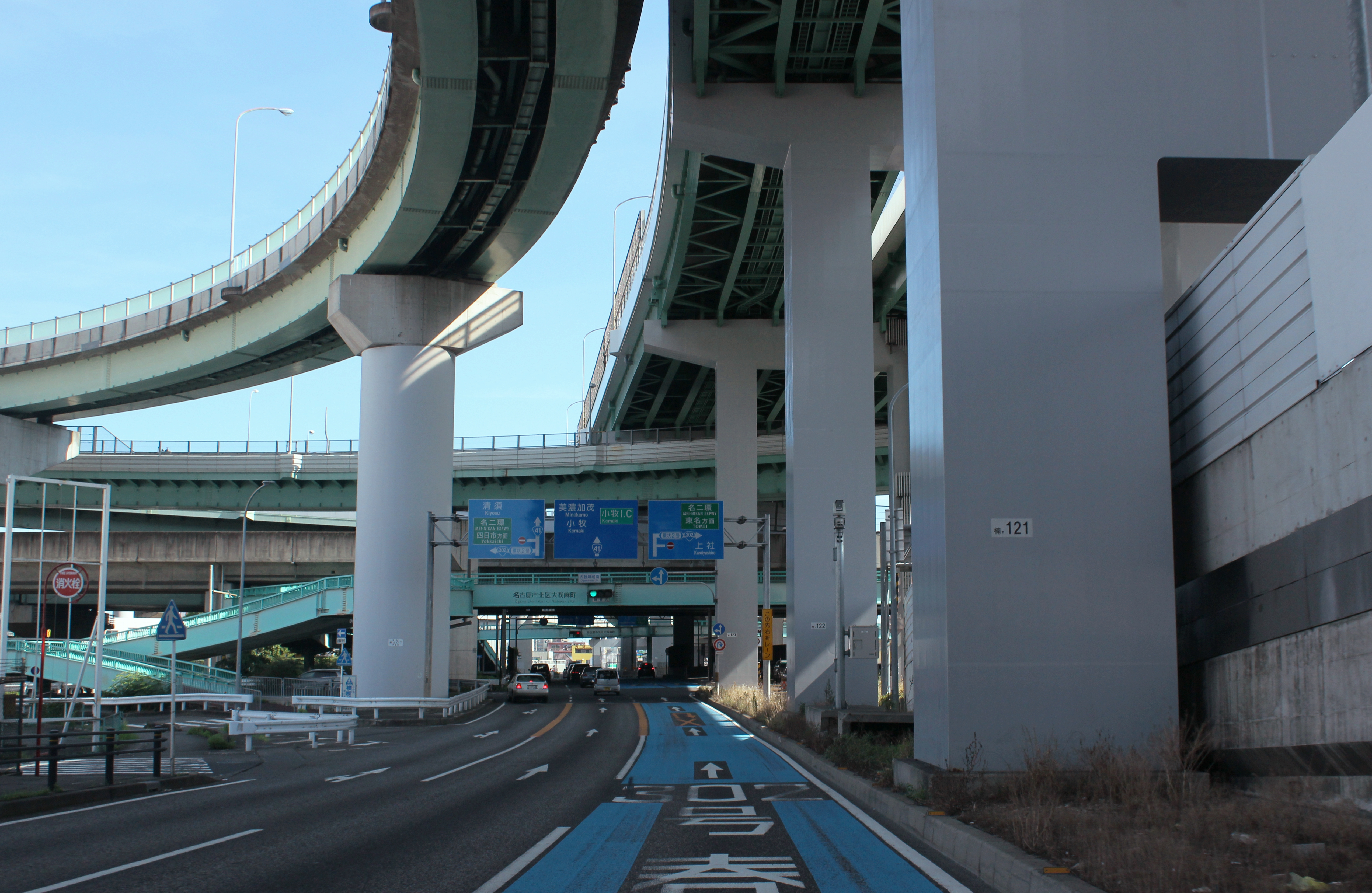
国道302号を介して国道41号に接続。直上は楠JCT。

## 料金所

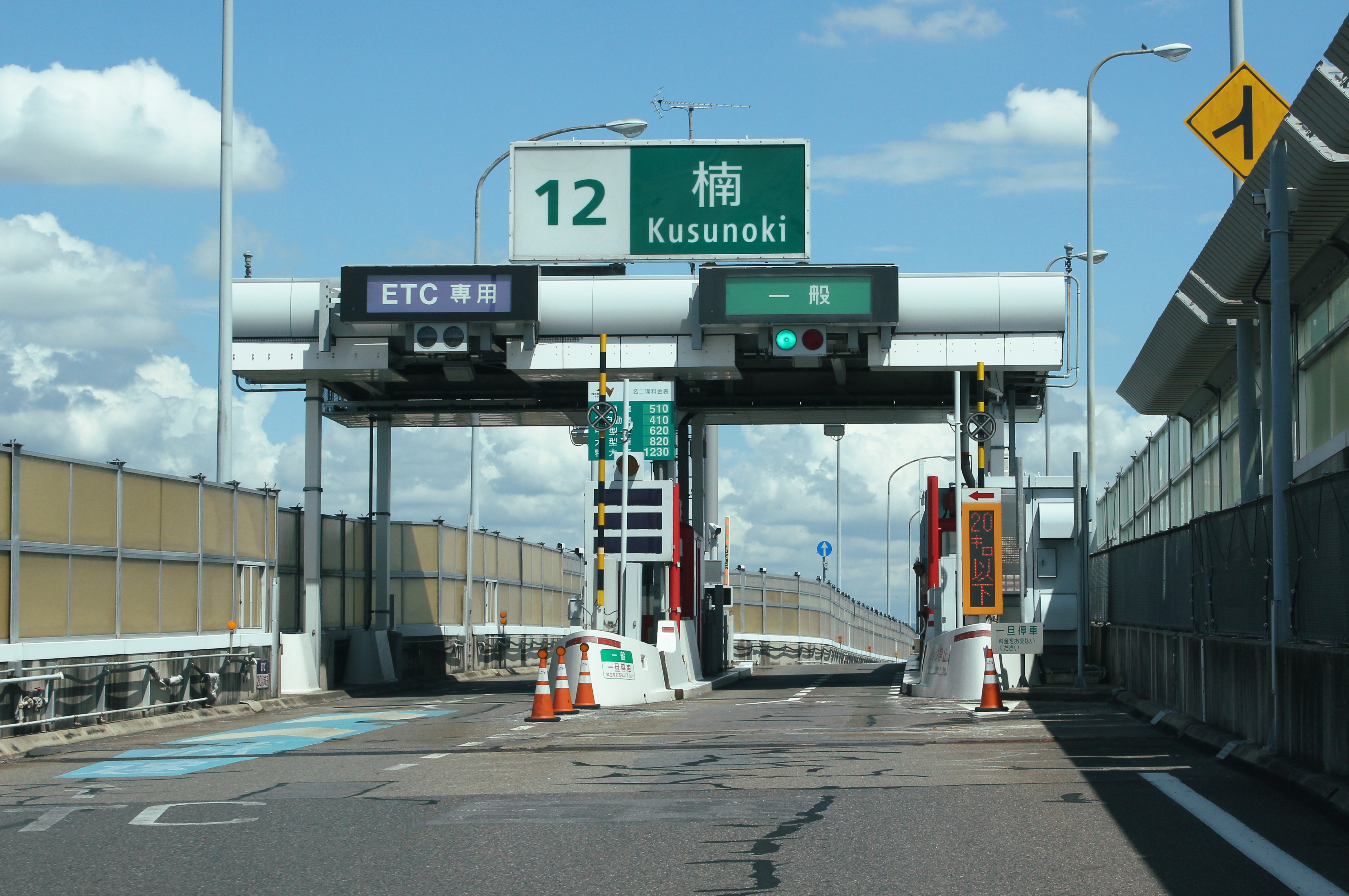
料金所

レーン運用は、時間帯やメンテナンスなどの事情により変更される場合がある。

### 入口
- レーン数 : 2[6]
  - ETC専用 : 1
  - 一般 : 1

## 隣
C2 名古屋第二環状自動車道
(11)勝川IC - (12)楠IC - (13)楠JCT